# 哈镇
哈镇，是中华人民共和国陕西省榆林市府谷县下辖的一个乡镇级行政单位。

## 行政区划
哈镇下辖以下地区：
哈镇村、阴尔崖村、陈家圪堵村、鱼儿沟村、戏楼沟村、店塔村、沙塔村、硬路塔村、郭家墕村、糜茬墕村、大岔村和大阴湾村。